# Burgstall Morsbach
Der Burgstall Morsbach, auch als Schloss Morsbach bezeichnet, ist eine abgegangene Wasserburg auf 465 m ü. NHN an der Stelle des Pfarrhofes (Schlossstraße 14) 125 Meter südöstlich der heutigen Kirche im Ortsteil Morsbach des Marktes Titting im Landkreis Eichstätt in Bayern. Die Anlage wird als Bodendenkmal unter der Aktennummer D-1-6933-0008 im Bayernatlas als „mittelalterlicher Burgstall“ geführt. 
Vermutlich wurde die Burg im 12. Jahrhundert von den Herren von Morsbach, auch die „Morsbacher“ oder „Morsbecken“ genannt, ein Eichstätter Ministerialengeschlecht, das ab Ende des 12. Jahrhunderts vielfach in Urkunden genannt wird, erbaut. Die Herrschaft kam 1550 an das Hochstift Eichstätt.
Von der rechteckigen mit einem Wassergraben umgebenen Burg befinden sich vermutlich noch Grundmauern des ehemaligen Wohnhauses in dem zweigeschossigen quadratischen Pfarrhaus. Ein zum Teil verfüllter Trockengraben umgibt noch die ehemalige Burganlage.